# Pedrera (Andalusia)
Pedrera és un municipi de la província de Sevilla, Andalusia, Espanya. L'any 2021 tenia 5.147 habitants, una superficie de 60 km² i té una densitat de 85,4 hab/km². Està situada a una altitud de 460 metres i a 110 kilòmetres de la capital de la província, Sevilla.

## Barris
Existeixen dins de la localitat de Pedrera diferents barris o carrers singulars conegudes per tots els habitants, entre les que podem destacar: el carrer a baix (Miguel de Cervantes…), el carrer a dalt (entre les quals destaquen Pablo Picasso, Presbíterio Corona anteriorment coneguda com a Casas baratas, la barriada de los Ángeles, La Pasedilla, el Cerro… i molts altres carrers importants (Santo Cristo, Toledillo, etc.) dins d'aquesta localitat de la serra meridiona de Sevilla. Actualment el barri de la Pedrera està patint un gran canvi urbanístic sobretot a la zona del RII, popularment coneguda per Llano de Castillo, on es construeixen nombroses cases. De 2003 a 2007 s'hi han creat més de cinc-cents habitatges, el que va engendra un augment del 30% de la població.

## Història
D'origen molt antic, com ho proven les restes arqueològiques trobades del període calcolític, Pedrera va ser nomenada en època fenícia Barba i, posteriorment, sota el domini romà, quan sembla que va esdevenir un assentament estable, va passar a dir-se Ilipula Minor, dedicada a l'explosió agrícola de les seves terres. Aquests establiments urbans van romandre actius durant l'època visigota. En els temps de la dominació àrab la vila va quedar reduïda a un llogaret unint-se amb Estepa.
El nom de Pedrera ens diu, com en els temps medievals, la vila produïa bales per els primers canyons d'artilleria que feien servir munició de pedra. Va aconseguir un renom per l'excel·lent qualitat de les seves pedreres on s'elaboraven aquests projectils. Una altra versió coneguda és que per la restauració del Castell d'Estepa i per la construcció de la calçada d'Estepa a Sevilla es van explotar les pedreres de Pedrera per treure material necessari i això pot explicar el nom del municipi.
El 1557, Pedrera va obtenir el privilegi real de poder crear un ajuntament propi, i va passar a ser vila. Posteriorment, el 1837, al suprimir-ne els Señorios Jurisdiccionales, va deixar de pertànyer al marquesat d'Estepa, i va esdevenir un ajuntament constitucional.

## Demografia
| 1896  | 1901  | 1926  | 1936  | 1954  | 1962  | 1968  | 1975  | 1982  | 1990  | 1999  | 2005  | 2007  |  |
| ----- | ----- | ----- | ----- | ----- | ----- | ----- | ----- | ----- | ----- | ----- | ----- | ----- |  |
| 2.000 | 2.368 | 3.172 | 3.667 | 4.194 | 4.109 | 4.204 | 4.083 | 4.311 | 4.762 | 5.003 | 5.143 | 5.300 |  |

## Administració
| Període      | Nom de l'alcalde/-essa                                   | Partit polític | Data de possessió |
| ------------ | -------------------------------------------------------- | -------------- | ----------------- |
| 1979 - 1983  | Marcelino Gómez Paez                                     | CUT            | 19/04/1979        |
| 1983 - 1987  | José Lucena Angel fins 1986, després Antonio Luna Pachón | PSOE           | 28/05/1983        |
| 1987 - 1991  | Francisco Ramos Gómez                                    | PSOE           | 30/06/1987        |
| 1991 - 1995  | Francisco de Sales Fernández Carrasco, fins a 1993       | PSOE [†]       | 15/06/1991        |
| 1995 - 1999  | Manuel Rodríguez Guillén                                 | IUCA           | 17/06/1995        |
| 1999 - 2003  | Francisco Javier Montero Vega                            | PSOE           | 03/07/1999        |
| 2003 - 2007  | Francisco Javier Montero Vega                            | PSOE           | 14/06/2003        |
| 2007 - 2011  | Antonio Nogales Monedero                                 | IUCA           | 16/06/2007        |
| 2011 - 2015  | n/d                                                      | n/d            | 11/06/2011        |
| 2015 - 2019  | n/d                                                      | n/d            | 13/06/2015        |
| 2019 - 2023  | n/d                                                      | n/d            | 15/06/2019        |
| Des del 2023 | n/d                                                      | n/d            | 17/06/2023        |

## Monuments
- Església de San Sebastián
- Ermita del Santo Cristo de la Sangre
- Ermita de la Virgen del Carmen
- Alguna casa senyorial dispersa, cases típiques amb disposició antiga, un antic hospital del segle xvii i poc més conformen el que Pedrera conte d'arquitectura civil de certa rellevància.

## Gastronomia
- Les "tortas de manteca" a l'hivern
- Xoriço i botifarra de sang fresques durant tot l'any.
- Oli d'oliva verge en temporada (a partir del mes de desembre). L'any 2006 va guanyar el premi nacional donat pel Ministeri d'Agricultura al millor oli d'Espanya en la varietat de verges extra amarg -dolç

## Esports
- CD Pedrera amb representació de totes les categories
- CD Águila de Pedrera (futbol sala).
- Club Baloncesto Pedrera (equip de basquet).
- Club d'atletisme Trotacaminos.
- Club d'atletisme K.42
- Club de La Petanka

## Festes
La setmana Santa a Pedrera comença el diumenge de Ram. El dijous Sant es fa l'estació de penitència de la germandat i confraria de Sant Juan Evangelista y Mª Santíssima de pau i esperança.
El divendres Sant, al matí, es realitza una estació de penitència la germandat del Nostre Pare Jesús Natzarens, Natzarens amb la creu a l'espatlla. Al vespre, es realitza una penitència la germantat del Crist de la Sang.
El dissabte Sant a la tarda, es realitza una estació de penitència la germandat de la Verge dels Dolors.
Candelària (1 de febrer). La festa més sorprenent d'aquesta localitat i una de les més estimades pels seus veïns. Tots l'1 de febrer s'encenen més de 500 fogueres en la localitat. Al voltant de les 18:30, totes al mateix temps, s'encenen a Pedrera centenars de fogueres que donen al poble una aparença sorprenent i ancestrals.
Sant Antoni (13 de juliol). És el dia del patró del poble
Carnestoltes de Pedrera. La festa més participativa de tot l'any. Interessant de comprovar com es disfressen la totalitat del poble. En l'enterro de la Sardina(dimecres de cendra)
Fira d'agost. (3a setmana del mateix més). Típica fira d'agost d'Andalusia. Casetes, vi, sevillanes, etc.

## Lleure
Gran part dels veïns de Pedrera passen el seu temps de lleure als parcs. Els més joves poden passar el seu temps d'oci al poliesportiu o al pavelló. Les persones grans dediquen el temps a passejar i la multitud d'excursions que l'ajuntament organitza.